# Château de Payré
Le château de Payré est un château situé à La Peyratte dans le département français des Deux-Sèvres.

## Historique
Le château est inscrit au titre des monuments historiques par arrêté du 8 octobre 1986 pour les façades et toitures du château et classé le 20 avril 1990 pour sa chapelle.